# Plurien
Plurien är en kommun i departementet Côtes-d'Armor i regionen Bretagne i nordvästra Frankrike. Kommunen ligger i kantonen Pléneuf-Val-André som tillhör arrondissementet Saint-Brieuc. År 2022 hade Plurien 1 513 invånare.

## Befolkningsutveckling
Antalet invånare i kommunen Plurien
Referens:INSEE